# Katie Kox
Katie Kox (Hawaii, 17 dicembre 1985) è un'attrice pornografica statunitense.

## Biografia
Katie Kox è nata alle isole Hawaii. Ha iniziato la sua carriera di attrice pornografica nel 2009, mentre viveva a Las Vegas e lavorava sia in una cassa di risparmio che come cameriera per rendersi indipendente. Attraverso l'industria dei servizi ha incontrato il suo futuro marito, Rick Barcode, proprietario di un bar: dalla loro relazione nasce KatieKox.com, diventato così popolare che Katie Kox ha assunto un agente e ha firmato un contratto con l'agenzia di modelle 101 Modeling di Los Angeles, e da allora è apparsa in film di importanti studi pornografici.

## Filmografia
- Big Boob Orgy 2 (2009)
- Big Tits Boss 9 (2009)
- Dangerous Curves (2009)
- POV Jugg Fuckers 2 (2009)
- Big Tits at School 8 (2010)
- Big Tits Tight Slits (2010)
- Big Titty Squirters (2010)
- Big Wet Tits 10 (2010)
- Monster Tits 4 (2010)
- Titterific 1 (2010)
- Big Boob Film School Dropouts (2011)
- Big Tits in Sports 6 (2011)
- Big Tits on the Job (2011)
- Big White Tits and Large Black Dicks 2 (2011)
- POV Jugg Fuckers 4 (2011)
- Baby Got Boobs 10 (2012)
- Big Sexy Titties (2012)
- Big Tits in Uniform 8 (2012)
- Titty Creampies 1 (2012)
- Dominno Boobastic (2013)
- Eye Poppin' Tits (2013)
- Big Tits On The Clock (2014)
- Krazy Kurves (2014)
- Balls Deep In Mommy (2015)
- I Can't Believe I'm Doing This (2015)
- Discreet Housewives (2016)
- Naughty Office 45 (2016)
- Those Are Great Tits (2017)
- Total Babes (2017)
- Double The Fun 2 (2018)
- Katie Sucks Kox (2018)
- Incredible Blondes 5 (2019)
- Momma Bosses (2019)
- 25 Sexiest Boobs Ever 2 (2020)
- Best of Creampies and Creampie Eating 8 (2020)